# José Antonio Rodríguez (futebolista)
José Antonio Rodríguez Fernández  foi um futebolista cubano. 

## Carreira
José Antonio Rodríguez Fernández fez parte do elenco da histórica Seleção Cubana de Futebol que disputou a Copa do Mundo de 1938.

## Ligações Externas
- Perfil em Fifa.com (em inglês)